# Consolidated PB-2
Le Consolidated PB-2 est un avion de chasse américain des années 1930. Il est dérivé d'un modèle conçu initialement par Detroit Aircraft Corporation qui était alors la maison-mère de l'avionneur Lockheed. Le PB-2 a également été désigné P-30. C'est le premier monoplan biplace de chasse américain. Une courte série d'avions d'attaque désignés A-11 en fut dérivée.

## Historique

### Développement

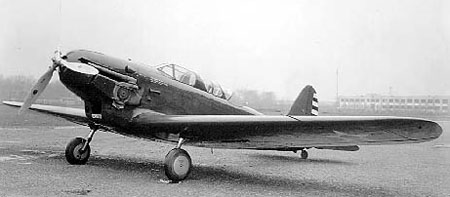
Consolidated P-30A

#### Du Y1P-25 au P-30
Après la disparition de la Detroit Aircraft Corporation un de ses principaux ingénieurs, Robert Woods, rejoignit les rangs de Consolidated avec la ferme intention de reprendre ses travaux qui avaient alors débouché sur la création du YP-24, un avion de chasse demeuré à l'état de prototype. Il convainc ses nouveaux patrons et l'US Army Air Corps de leur développer un nouvel avion. Celui-ci reçut la désignation Y1P-25.
Réalisant son premier vol à la fin de l'année 1932 cet avion se différenciait de la majorité de ses contemporains par un fuselage métallique, une aile basse cantilever, un train d'atterrissage escamotable et un cockpit biplace en tandem fermé. Par rapport aux biplans de cette époque le Y1P-25 semblait très original. Malgré cela l'avion eut une carrière éphémère, puisqu'il s'écrasa en janvier 1933. Néanmoins l'aviation militaire américaine en commanda quatre exemplaires. Ceux-ci entrèrent en service comme P-30.

#### Du Y1P-25 au A-11

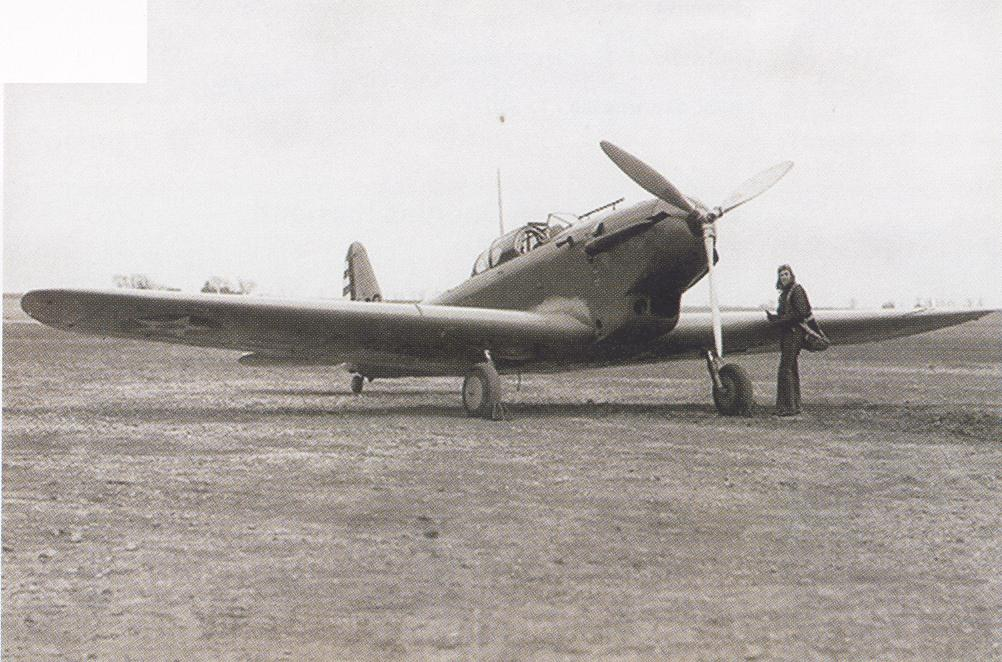
Consolidated A-11

Dans le même temps Consolidated proposa deux versions motorisées différemment, le YP-27 et le Y1P-28, que les militaires américains refusèrent directement, sans même qu'un usinage ne soit entrepris. Cependant l'US Army Air Corps demanda à l'avionneur de dériver une version d'attaque au sol. 
Extérieurement peu de chose semblait différencier le prototype de cette machine, désignée XA-11 du Y1P-25 d'origine, si ce n'est la paire de plaques de blindage qui protégeaient le cockpit. Bien que peu concluant, l'avion se révélant incapable d'attaquer en piqué, les essais conduisirent là encore à la commande de quatre avions de série qui reçurent la désignation de Consolidated A-11.

#### Du P-30A au XP-33
Le P-30 donnant pleinement satisfaction aux pilotes d'essais américains, une commande fut passée pour cinquante machines supplémentaires dotées d'un nouveau moteur qui permettait un gain de puissance de plus de 20 %. Cette série reçut la désignation de P-30A. Son succès poussa Consolidated à proposer une version dotée d'un moteur en étoile de 550 chevaux pour l'US Army Air Corps qui recherchait alors un nouvel avion. Désigné XP-33 celui-ci ne dépassa pas le stade de la planche à dessin, tout comme le monoplace Wedell-Williams XP-34. En effet tous deux avaient été dépassés par le Seversky SEV-2XD. Le XP-33 sera la dernière tentative pour donner une suite au YP-24.

### Engagement

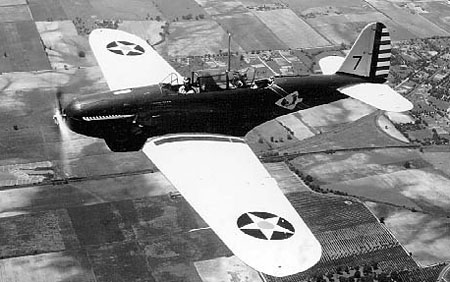
Consolidated PB-2 en vol.

#### P-30 et P-30A en unités
Lorsqu'ils firent leur apparition dans les rangs de US Army Air Corps les P-30 et P-30A étaient tout bonnement révolutionnaires, même comparés aux Boeing P-26, de par leur architecture générale, leur configuration d'armement, avec notamment cette mitrailleuse mobile semi-enfermée, mais surtout grâce à la maniabilité de l'avion. Unique chasseur monoplan biplace utilisé durant l'entre-deux-guerres aux États-Unis le P-30/P-30A servit principalement au sein des 27th Pursuit Squadron et 94th Pursuit Squadron basé à Selfridge dans le Michigan,.
En 1936 leur désignation fut modifiée, les P-30 devenant des PB-2 et les P-30A des PB-2A. Ces avions ne demeurèrent pas longtemps en première ligne dans la défense aérienne du pays, l'US Army Air Corps ayant trouvé un chasseur répondant à ses attentes grâce au Curtiss P-36 Hawk. Néanmoins la majorité des PB-2 et PB-2A demeurèrent actifs jusqu'en 1940. Une poignée d'entre eux étaient encore utilisés début 1942, mais ils furent rapidement remplacés par des Lockheed P-38 Lightning bimoteurs. En juin de cette année-là le Consolidated PB-2A avait officiellement quitté le service actif. La majorité d'entre eux furent envoyés aux ferrailleurs.

#### A-11 en unités
Le Consolidated A-11 eut une carrière opérationnelle nettement plus confidentielle que son homologue de chasse. En effet ils ne servirent jamais en unité de combat se limitant à des vols de démonstration et d'entraînement. Le quatrième A-11 construit fut même confié au motoriste Allison pour les essais de son V-1710-C. Cet avion fut alors désigné XA-11A. Il termina sa carrière comme banc d'essai volant.
Les A-11 furent officiellement retirés du service en 1939 sans jamais avoir lancé la moindre bombe, autrement qu'à l'entraînement.

#### Utilisateurs
États-Unis
- US Army Air Corps[6].
  - 1st Pursuit Group.
    - 27th Pursuit Squadron.
    - 94th Pursuit Squadron.

  - 8th Pursuit Group.
    - 33 rd Pursuit Squadron.
    - 35th Pursuit Squadron.
    - 36th Pursuit Squadron.

## Aspects techniques

### Architecture
Le Consolidated PB-2 se présente sous la forme d'un monoplan à aile basse cantilever biplace construit principalement en métal, à l'exception de l'entoilage qui recouvre les ailes. Il est doté d'un train d'atterrissage classique escamotable et d'un empennage traditionnel. Son armement se compose de trois mitrailleuses de calibre 7,62 mm dont deux tirent vers l'avant et la seconde est manipulée par le navigateur en position arrière. Les deux membres d'équipage prennent place dans un cockpit biplace en tandem fermé. La partie arrière de celui-ci est mobile pour permettre le tir de l'arme. Le PB-2 est mu par un moteur en ligne.

### Versions

#### Versions réalisées
- Consolidated Y1P-25 : Désignation attribuée au prototype de la version de chasse propulsée par un Curtiss Conqueror V-1570-27 de 600 chevaux. Un exemplaire produit.
- Consolidated P-30 : Désignation attribuée à la première version de série de chasse du Y1P-25 propulsée par un Curtiss Conqueror V-1710-61 de 675 chevaux. Quatre exemplaires produits.
- Consolidated P-30A : Désignation attribuée à la seconde version de série de chasse du Y1P-25 propulsée par un Curtiss Conqueror V-1710-61A de 710 chevaux. Cinquante exemplaires produits.
- Consolidated XA-11 : Désignation attribuée au prototype de la version d'attaque du Y1P-25 propulsée par un Curtiss Conqueror V-1570-27 de 600 chevaux. Un exemplaire produit.
- Consolidated A-11 : Désignation attribuée à la version de série d'attaque du Y1P-25 propulsée par un Curtiss Conqueror V-1570-27 de 600 chevaux. Quatre exemplaires produits.
- Consolidated XA-11A : Désignation attribuée au quatrième A-11 de série après sa transformation par le motoriste Allison pour les essais du moteur V-1710-C de 750 chevaux.

#### Versions projetées
- Consolidated YP-27 : Désignation attribuée à une version du Y1P-25 propulsée par un moteur en étoile Pratt & Whitney R-1340-21 Wasp de 550 chevaux. Jamais construit.
- Consolidated Y1P-28 : Désignation attribuée à une version du Y1P-25 propulsée par un moteur en étoile Pratt & Whitney R-1340-19 Wasp de 600 chevaux. Jamais construit.
- Consolidated XP-33 : Désignation attribuée à une version du Y1P-25 propulsée par un moteur en étoile Pratt & Whitney R-1830-1 de 800 chevaux. Jamais construit.